# Marta Janic
Marta Janic z d. Zuchowicz (ur. 12 października 1914 w Częstochowie, zm. 18 września 1997 w Łodzi) – reżyser teatrów lalkowych, twórczyni i dyrektorka (1946–1956, 1962–1976) Teatru „Pinokio” w Łodzi.

## Życiorys
Janic pracowała jako nauczycielka oraz była wolną słuchaczką Wydziału Pedagogicznego Wolnej Wszechnicy Polskiej w Warszawie. W latach 30. XX w. jako instruktorka była organizatorką sieci teatrów kukiełkowych w Gnaszynie k. Częstochowy. W 1944 z Marianem Gluthem i przy współpracy z Janem Sztaudyngerem zorganizowała teatr lalek w Częstochowie, w ramach którego wyreżyserowała „Bajowe bajeczki…” i „Cztery mile za piec”. W tym samym roku wyszła za mąż za Zygmunta Janica – kierownika teatru technicznego w Częstochowie.
W 1945 małżeństwo, Marian Gluth i grupa aktorów przenieśli się do Łodzi, gdzie powołali Teatr Kukiełek, nieoficjalnie znany jako „Biedronki” (późniejszy Teatr „Pinokio”) powstały przy Centralnym Robotniczym Domu Kultury przy ul. Piotrkowskiej 243. Teatr zainaugurował działalność 1 maja 1945 premierą „Bajowych bajeczek” Marii Kownackiej w reżyserii Marty Janic. W latach 1947–1950 Janic studiowała na Wydziale Reżyserii Wyższej Szkoły Teatralnej w Łodzi. W latach 1946–1956 była dyrektorką i główną reżyserką współprowadzonego przez nią Teatru „Pinokio”. Następnie kierowała sceną objazdową „Sezam” oraz była aktorką. W latach 1962–1976 ponownie pełniła funkcję dyrektorki teatru.
Od 1962 należała do Polskiego Ośrodka Lalkarskiego UNIMA (POLUNIMA), w latach 1968–1992 była jego sekretarzem. Była członkiem Zarządu Głównego Towarzystwa Kultury Teatralnej oraz sekretarzem oddziału TKT w Łodzi. Była działaczką SPATIF-u i ZASP-u. Janic we współpracy ze szkołami, ZHP i teatrem Arlekin organizowała akcję „Z teatrem na ty” zachęcającej do obcowania dzieci ze sztuką.
Janic została pochowana wraz z mężem Zygmuntem (zm. 1996) na cmentarzu komunalnym „Szczecińska” w Łodzi (Kwatera: XIII, Rząd: 3, Grób: 1).

## Reżyseria
Janic wyreżyserowała ponad 60 przedstawień, z czego większość w teatrze „Pinokio”. Do wyreżyserowanych przez nią spektakli należą m.in.:
- „Bajowe bajeczki i Świerszczowe Skrzypeczki”
- „Cztery mile za piec”
- „Zaklęty kaczor”
- „Ptak księżycowy”
- „O czym mówią pory roku”
- „Szklana góra”
- „Historia cała o niebieskich migdałach”[1],
- „Pinokio”[3]

## Wyróżnienia
- Medal 10-lecia Polski Ludowej (1955)[7]
- Krzyż Oficerski Orderu Odrodzenia Polski (1985)[8]
- Nagroda Miasta Łodzi (1986) – nagroda za całokształt działalności wychowawczej, artystycznej i społecznej w krzewieniu kultury wśród dzieci i młodzieży[9]